# Dasineura glechomae
Dasineura glechomae är en tvåvingeart som först beskrevs av Jean-Jacques Kieffer 1889.  Dasineura glechomae ingår i släktet Dasineura och familjen gallmyggor. Inga underarter finns listade i Catalogue of Life.